# Serra de la Codina (Gallifa)
La Serra de la Codina és una serra entre els municipis de Gallifa i de Sant Llorenç Savall a la comarca del Vallès Occidental, amb una elevació màxima de 666 metres.